# Universidade Joaquim Chissano
A Universidade Joaquim Chissano (UJC) é uma universidade pública moçambicana, multicampi, sediada na cidade de Maputo.
A universidade surgiu da fusão do Instituto Superior de Relações Internacionais (ISRI) e do Instituto Superior de Administração Pública (ISAP), em meio às reformas no ensino superior moçambicano ocorridas nos anos de 2018/2019.
Sua área de actuação primaz é nas províncias de Maputo e Gaza.

## Etimologia
O nome da universidade homenageia o líder anticolonial e ex-presidente Joaquim Chissano.

## Histórico
A UJC descende principalmente do Instituto Superior de Relações Internacionais (ISRI), criado pelo decreto nº 1/86, de 5 de fevereiro de 1986, vocacionado para a formação de quadros para as áreas de relações internacionais e diplomacia. O outro instituto formador, o Instituto Superior de Administração Pública (ISAP), foi criado pelo decreto nº 61/2004, de 29 de dezembro de 2004.
Em 2018 o ISRI e o ISAP são afetados com a reforma do ensino superior promovida pelo governo de Moçambique. A reforma propunha a fusão destes, de maneira que pudessem constituir uma universidade mais forte. De tal proposta surgiu a UJC, efetivada pelo decreto n° 85/2018 de 26 de dezembro de 2018, aprovado pelo Conselho de Ministros.